# Tremacyllus
Tremacyllus — вимерлий рід гегетотеріїд. Він жив від пізнього міоцену до пізнього плейстоцену (~7–0,012 млн. років), і його скам'янілі останки були виявлені в Південній Америці.

## Опис
Ця тварина була приблизно розміром із зайця, і обидві тварини, хоч і не були пов'язані між собою, мали бути досить схожими зовні. Його череп мав великі очниці та сильні нижні різці, схожі на сучасних зайцеподібних. Ймовірно, це була швидка тварина з довгими ногами, хоча пропорційно нижча за інших подібних тварин, таких як Pachyrukhos або сучасних зайцеподібних. Порівняно зі своїм родичем Paedotherium, Tremacyllus був трохи меншим і мав кілька відмінних характеристик у зубному ряду: його діастема була довшою, третій верхній моляр був коротшим або мав такий самий розмір, як другий моляр, а нижні премоляри більше перекривали один одного і були менше моляроподібні. Крім того, симфіз нижньої щелепи був коротшим, ніж у Paedotherium.

## Палеобіологія
Однією з виняткових характеристик Tremacyllus, а також його родичів у Pachyrukhinae, таких як Paedotherium, є наявність справжнього сцироморфного стану в його жувальному апараті. Отже, ці тварини є першим випадком ссавців, які не є гризунами, у яких розвивається стан сцироморфа. Ця морфологія дозволила б їм досліджувати екологічні ніші, недоступні для істрихоморфних гризунів, які співіснували з ними. Це інноваційне придбання могло бути пов'язане зі споживанням жорсткої їжі. Передбачається, що розширення кількості горіхових дерев і шишок, спричинене серйозними змінами навколишнього середовища під час переходу еоцену в олігоцен, могло бути потенційним пусковим механізмом цієї конвергентної еволюції.